# Slaget vid Fredericia
Slaget vid Fredericia utkämpades den 6 juli 1849 under Slesvig-holsteinska kriget. Slaget stod vid den befästa staden Fredericia i sydöstra Jylland som belägrades av tyska styrkor. Efter två månaders belägring anföll 24 000 danska soldater de tyska belägringstrupperna som besegrades.

## Bakgrund
Efter ett drygt år av strider slöts en vapenvila i Malmö den 26 augusti 1848. Ett starkt missnöje från dansk sida över tyska kränkningar av avtalet ledde dock till att fientligheterna återupptogs följande år. Den danska armén ryckte fram i Sundeved och norra Slesvig, men besegrades av slesvig-holsteinarna i slagen vid Kolding och Gudsø. Den 7 maj trängde en tysk armé på 40 000 man under von Prittwitz in i Jylland och tvingade den danska huvudstyrkan att dra sig tillbaka norrut. Fästningsstaden Fredericia, som hölls av 7 000 danska soldater, omringades av en tysk styrka på 14 000 man under Eduard von Bonin. 
Belägringen av fästningen inleddes den 9 maj med att tyskarna bombarderade försvarsverken med artilleri. För att skydda belägringstrupperna byggdes även fyra redutter kring fästningen. Ett utfall från garnisonen den 13 maj misslyckades med att stoppa arbetet. Den tyska inringningen av Fredericia var ännu inte komplett, vilket möjliggjorde för danskarna att evakuera stadens civila befolkning och förstärka garnisonen. För att hindra detta gav von Bonin order om uppförandet av ytterligare två redutter. Ett andra danskt utfall den 30 maj var mer framgångsrikt och hejdade uppförandet av den sjätte skansen. 
Trots att tyskarna inte hade lyckats med att omringa fästningen vädjade kommendanten, Christian Lunding, till arméledningen att häva belägringen. På Fyn, Als och Helgenæs samlades 19 000 man inför det planerade anfallet. Trupperna fördes till Jylland på mindre fartyg för att inte upptäckas av tyskarna. Den danska styrkan i Fredericia uppgick före anfallet till cirka 24 000 man.

## Slaget
Anfallet inleddes klockan 01.00, natten till den 6 juli och koncentrerades mot skansarna nr 3 och 4. Skans 4 intogs utan större problem men vid  den tredje redutten slogs stormningen tillbaka. Samtidigt skickade Rye två bataljoner runt skans 5 för att hindra tyskarna från att förstärka ställningen. Brigadens tre kvarvarande bataljoner stormade sedan skansen. De tyska soldaterna gjorde hårdnackat motstånd och striderna vid skans 5 slutade i ett dödläge. När Rye personligen manade sina soldater till nya ansträngningar, sårades han dödligt. Först när betydande danska förstärkningar anlänt kunde ställningen erövras. 

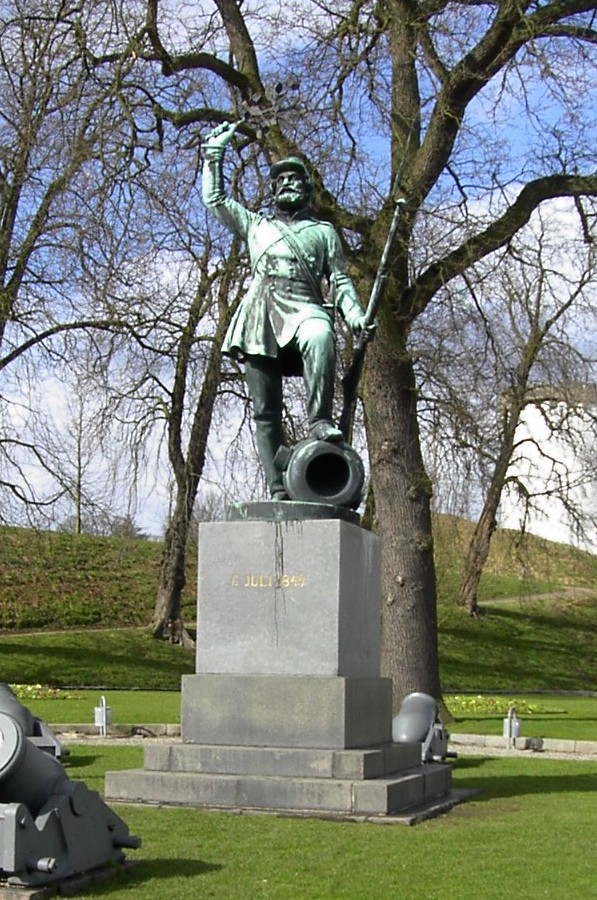
"Landsoldaten" – ett monument över de danska soldater som deltog i striderna om staden 1849.

Ett tyskt motanfall tvingade dock delar av den danska armén till reträtt. För att utnyttja framgången skickade von Bonin fram sina sista reserver. Framryckningen möttes av ett danskt motanfall av Schleppegrells brigad som dock slogs tillbaka. Trots detta beslöt sig von Bonin att dra sig tillbaka mot Stoutrup. Under reträtten erövrade danskarna de återstående tyska skansarna. Den tyska högerflygeln försökte att skydda de övriga truppernas tillbakadragande men drevs även den på flykten. Vid nio-tiden på morgonen var slaget över.

## Följder
Den danska armén hade förlorat 512 döda, 1344 sårade och 36 tillfångatagna. De tyska förlusterna uppgick till 203 döda, 1134 sårade och 1668 tillfångatagna. Som ett resultat av slaget slöts en andra vapenvila där det Tyska förbundet drog sig ur konflikten. Kriget mot Slesvig-Holstein skulle fortsätta i ytterligare två år.

### Webbkällor
- http://www.fredericiahistorie.dk/side/udfaldet-fra-fredericia-6-juli-1849
- http://www.fredericiashistorie.dk/html/fredericia/krige/treaarskrigen/udfaldet.html